# Víťazovce
Víťazovce (em húngaro: Vitézvágás) é um município da Eslováquia, situado no distrito de Humenné, na região de Prešov. Tem 5,57 km² de área e sua população em 2018 foi estimada em 302 habitantes.

## Demografia
| Ano:        | 1994 | 2004   | 2014   | 2024   |
| ----------- | ---- | ------ | ------ | ------ |
| Broj ljudi: | 347  | 345    | 313    | 321    |
| Razlika:    |      | -0,57% | -9,27% | +2,55% |

| Ano:               | 2023 | 2024   |
| ------------------ | ---- | ------ |
| Número de pessoas: | 324  | 321    |
| Diferença:         |      | -0,92% |